# Bombylius taxconesis
Bombylius taxconesis är en tvåvingeart som först beskrevs av Hall och Neal L. Evenhuis 1981.  Bombylius taxconesis ingår i släktet Bombylius och familjen svävflugor. Inga underarter finns listade i Catalogue of Life.